# 多里安·科勒特拉
多里安·科勒特拉（1999年2月6日—）一名刚果籍难民短跑运动员，现居于葡萄牙。
1999年出生于刚果共和国，在刚果的冲突中失去双亲后，科勒特拉于2016年与他的姑姑来到葡萄牙。17岁的他在难民中心待了一年多，并开始学习新的语言，适应新的生活方式。他一直在里斯本的葡萄牙体育俱乐部训练。他在2020年2月跑出了6.79秒的60米，并在2020年8月跑出了10.46秒的100米成绩。
在作为代表国际奥委会难民奥运团参加2020年东京奥运会的12个大项的29名运动员之一参加比赛时，科勒特拉在100米比赛中跑出了个人最好成绩10.33秒，在预赛中获胜。

## 竞赛
| 年             | 賽事           | 舉辦城市       | 名次           | 項目           | 記錄           |
| 难民运动员代表 | 难民运动员代表 | 难民运动员代表 | 难民运动员代表 | 难民运动员代表 | 难民运动员代表 |
| -------------- | -------------- | -------------- | -------------- | -------------- | -------------- |
| 2021           | 欧洲室内锦标赛 | 波兰托伦       | 第八名         | 60米           | 6.91           |
| 2021           | 夏季奥运会     | 日本东京       | 第八名         | 100米          | 10.41          |